# Fritz Theilmann
Fritz Theilmann (ur. 28 grudnia 1902 w Karlsruhe, zm. 7 sierpnia 1991) – niemiecki rzeźbiarz.

## Życiorys
Friedrich Theilmann początkowo studiował architekturę. W 1921 r. rozpoczął naukę rzeźby w Państwowej Akademii Sztuk Pięknych w Karlsruhe. Był uczniem Georga Schreyögga. W latach 1925–1929 pracował w zakładach ceramicznych Kieler Kunst-Keramik AG w Kilonii. Po długiej podróży po Bliskim Wschodzie i Indiach w 1932 r. przyjął stanowisko profesora w Państwowej Szkole Ceramicznej (Staatliche Keramische Fachschule) w Bolesławcu. Tam wyznaczył ceramice bolesławieckiej nowe standardy. W 1936 r. otrzymał Nagrodę Artystyczną Miasta Wrocławia. Był także przewodniczącym Śląskiego Stowarzyszenia Sztuki (Kunstvereins Schlesien) (1937–42) i kierował Urzędem Opieki nad Rzemiosłem i Wzornictwem Przemysłowym (Landesamt für Handwerkspflege und industrielle Formgebung) prowincji Dolny Śląsk (od 1940 r.).
W 1942 r. trafił na front wschodni. W latach 1945–1949 przebywał w niewoli radzieckiej. Doświadczenia tych siedmiu lat miały duży wpływ na jego dalszą twórczość.
Po powrocie osiadł w Kieselbronn, skąd pochodził jego dziadek. Pracował jako projektant biżuterii w Pforzheim, a od 1959 r. wyłącznie jako niezależny artysta. Tworzył liczne rzeźby na temat wojny, wypędzenia i powrotu do domu. W 1961 r. otrzymał nagrodę Friedlandpreis der Heimkehrer za rzeźbę „Tym, którzy umierają bezbronnie”.
Theilmann tworzył w szerokiej gamie materiałów, technik i formatów. Jego twórczość obejmuje prawie 600 dzieł.

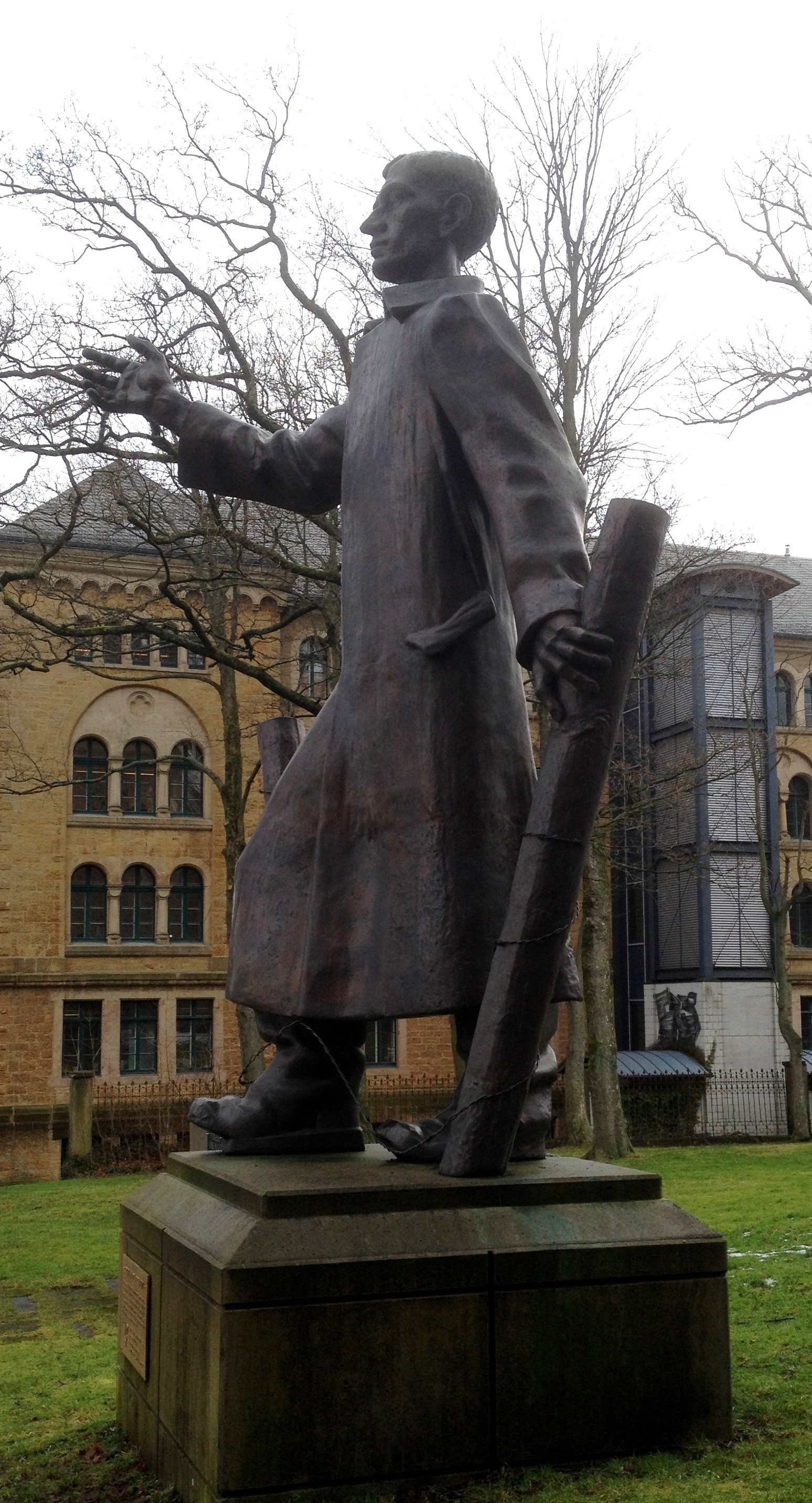
Sięganie po wolność, Goslar
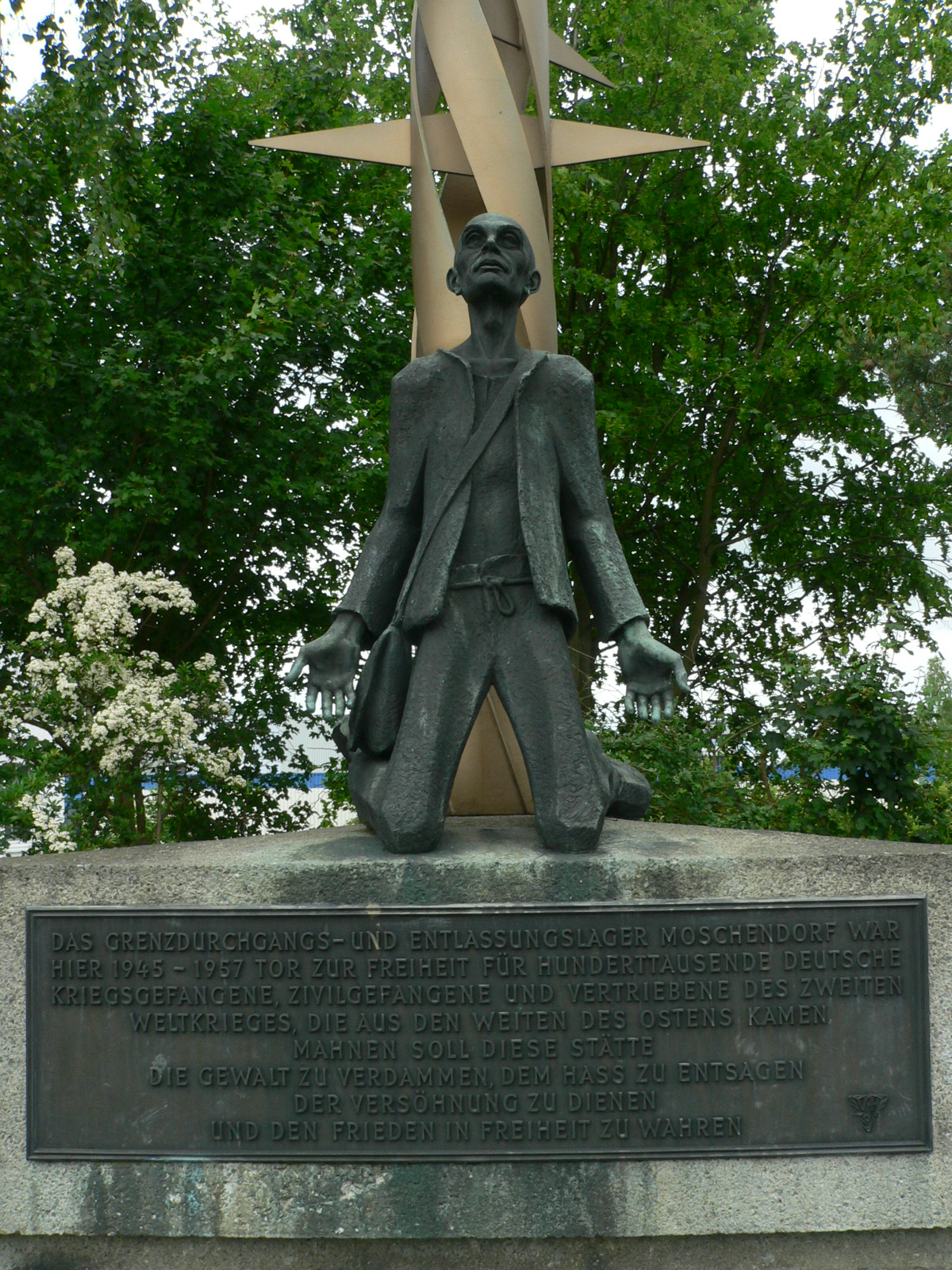
Pomnik w obozie Moschendorf
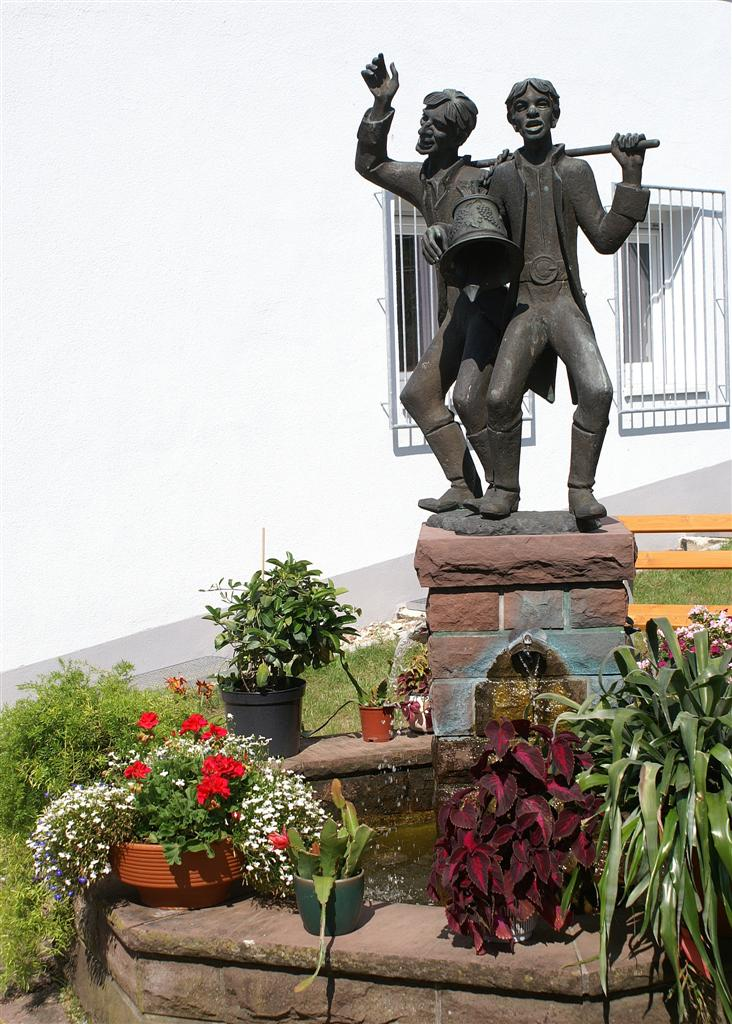
Złodzieje dzwonków, Niebelsbach
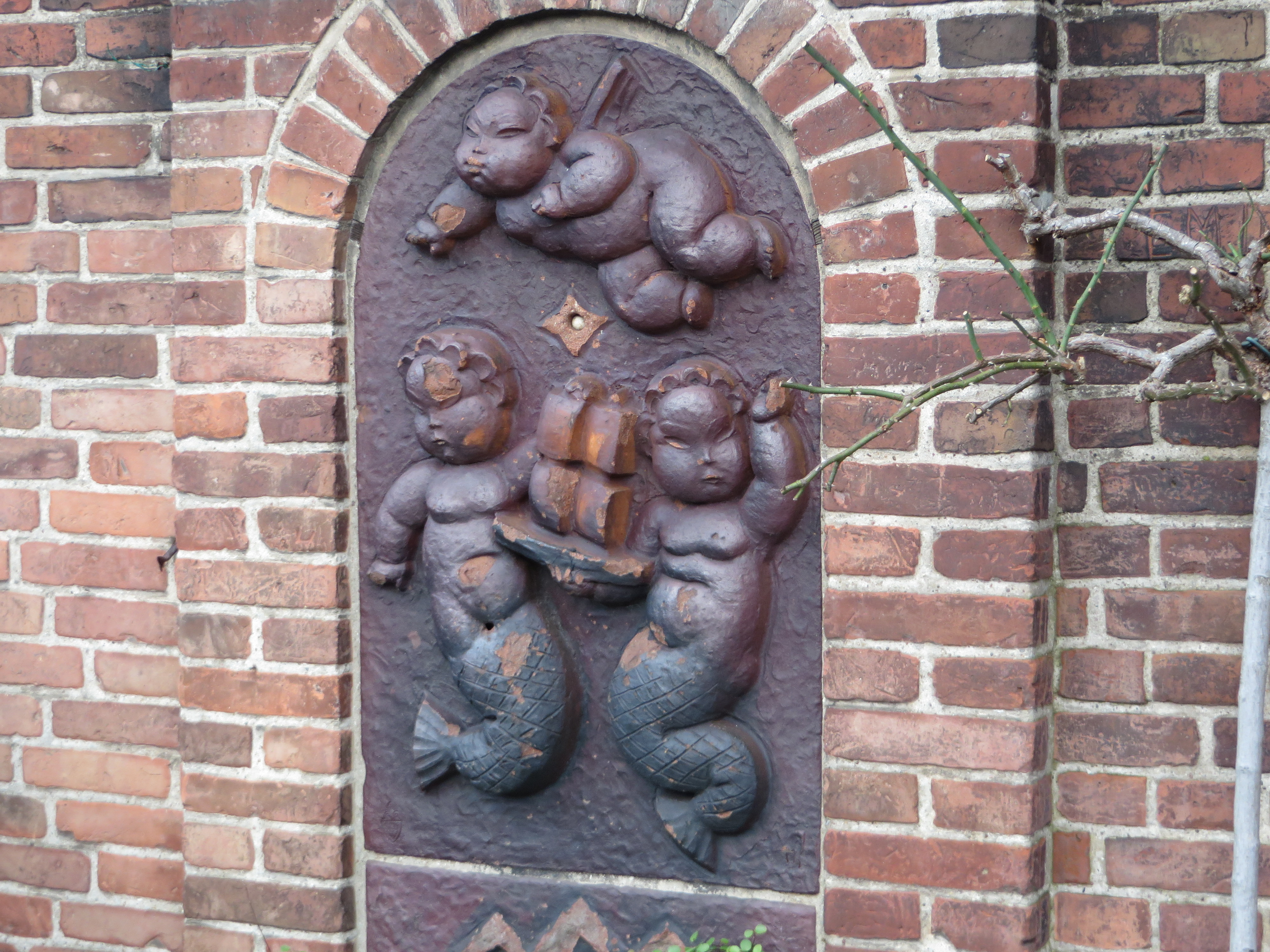
Ceramiczna płaskorzeźba na fontannie we Flensburgu
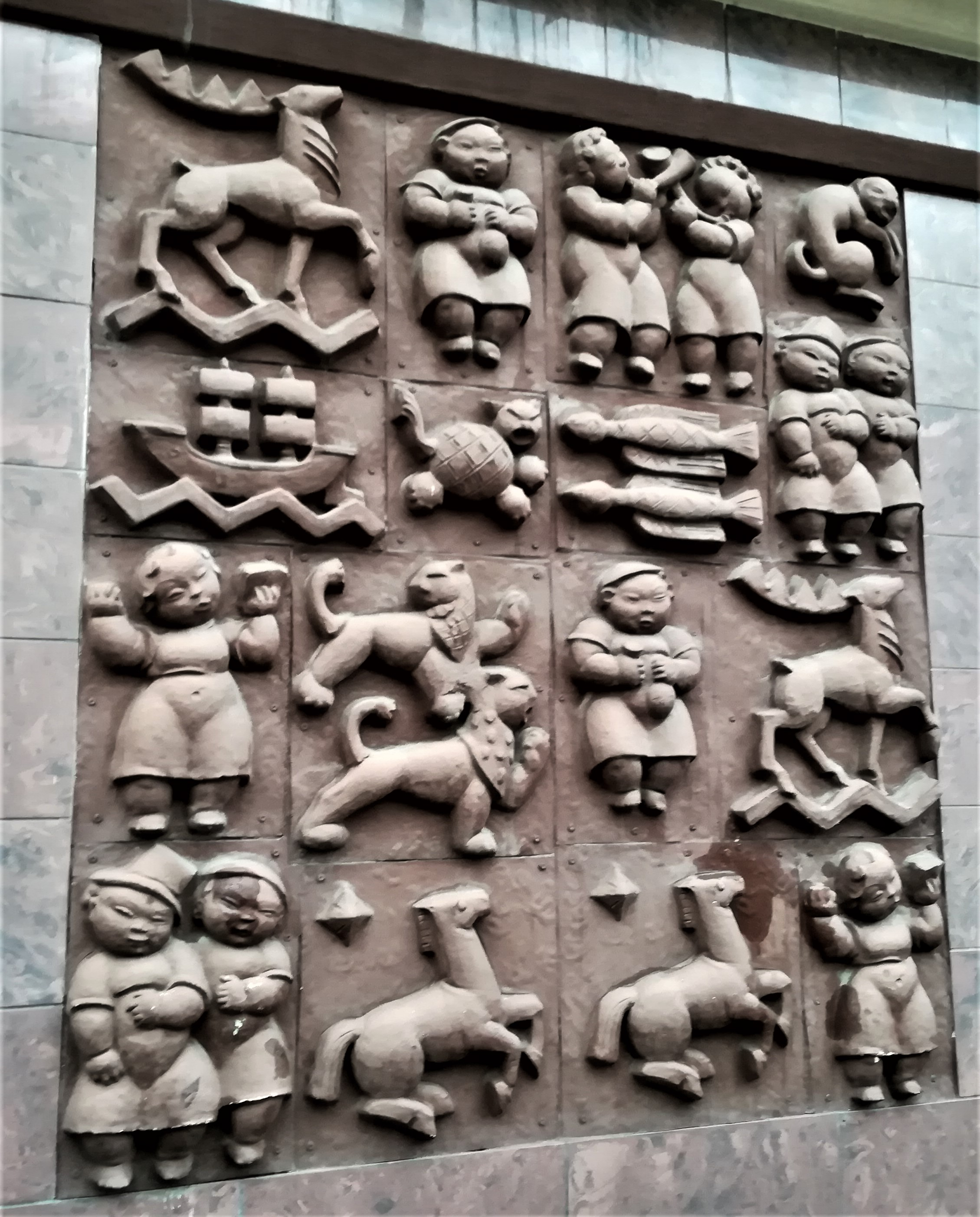
Płaskorzeźba na elewacji hotelu w Sławnie
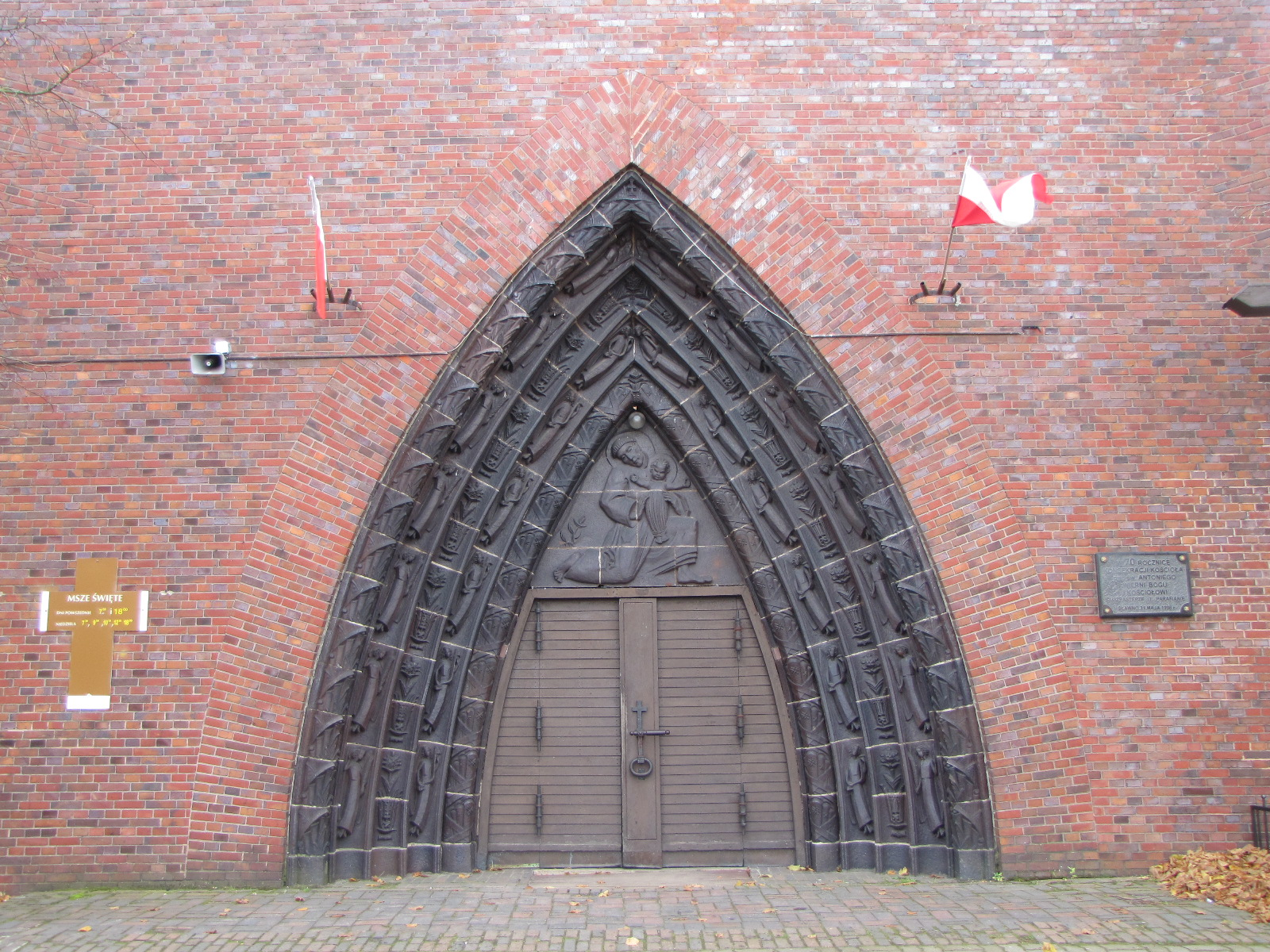
Portal kościoła św. Antoniego Padewskiego w Sławnie